# Тонкая кишка человека

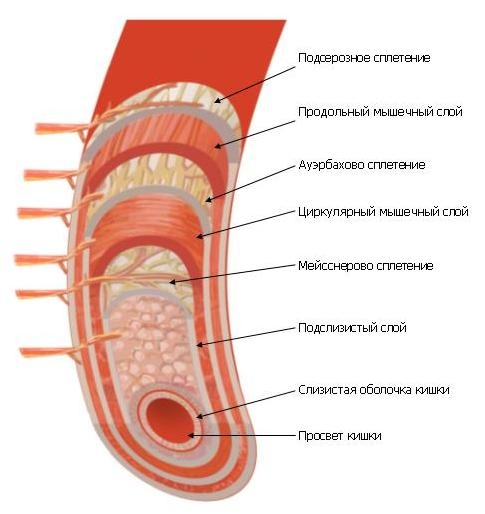
Строение стенки тонкой кишки человека

То́нкая кишка́ челове́ка (лат. intestinum tenue) — отдел пищеварительного тракта человека, расположенный между желудком и толстой кишкой. В тонкой кишке в основном и происходит процесс пищеварения.

## Общие сведения
Тонкая кишка называется тонкой из-за того, что её стенки менее толсты и прочны, чем стенки толстой кишки, а также из-за того, что диаметр её внутреннего просвета, или полости, также меньше диаметра просвета толстой кишки, но это можно рассмотреть лишь у мертвого человека, у живого же они либо практически одного диаметра, либо очень близкого (за счёт того, что тонкая кишка может растягиваться). Термин «тонкий кишечник» (как и «толстый кишечник») не считается правильным и отсутствует в анатомической номенклатуре.
Тонкая кишка представляет отдел пищеварительного тракта, начинающийся от привратника желудка (лат. pars pylorica ventriculi) и кончающийся подвздошно-слепокишечным (илеоцекальным) клапаном (лат. valva ileocaecalis) у места перехода тонкой кишки в толстую.
Тонкая кишка является самым длинным отделом пищеварительного тракта (не превышает 2,7 метров у живого человека. У трупа мужчины - 7 метров, женщины - 6,5 метров, причëм данный параметр превышает длину тела в 4,1 раза. Вследствие посмертного расслабления мускулатуры эта кишка на трупах всегда длиннее, чем у живых); её брыжеечный отдел (который образуется тощей и подвздошной кишками) занимает почти весь нижний этаж брюшной полости и частично полость малого таза. Диаметр тонкой кишки неравномерен: в проксимальном (который ближе к началу) её отделе он равен 4—6 см, в дистальном (который дальше от начала) — 2,5—3 см.
Характерной особенностью двенадцатиперстной кишки является то, что она почти полностью расположена забрюшинно (ретроперитонеально), в то время как брыжеечная часть тонкой кишки залегает внутрибрюшинно (интраперитонеально) и имеет брыжейку (лат. mesenterium).
Тонкая кишка принимает участие во всех этапах пищеварения, включая всасывание и перемещение пищи. Здесь пищевая кашица (химус), обработанная слюной и желудочным соком, подвергается действию кишечного сока (выделяемого железами тонкой кишки), желчи (выделяемой печенью через общий желчный проток), сока поджелудочной железы (выделяемого поджелудочной кишкой в двенадцатиперстную кишку через протоки), здесь же происходит и всасывание продуктов переваривания в кровеносные и лимфатические капилляры. В тонкой кишке вырабатываются ферменты, которые совместно с ферментами, вырабатываемыми поджелудочной железой и желчным пузырем, способствуют расщеплению пищи на отдельные компоненты. Затем белки преобразуются в аминокислоты, углеводы расщепляются на простые сахара, а жиры — на более мелкие составляющие, что способствует эффективному всасыванию питательных веществ.
Именно в тонкой кишке также происходит всасывание большинства лекарственных веществ, ядов, токсинов и ксенобиотиков при их пероральном введении. Лишь немногие из лекарств, ядов и прочих ксенобиотиков всасываются ещё в желудке. Кроме переваривания, всасывания и транспортирования пищевых масс, тонкая кишка также выполняет функции иммунологической защиты (за счёт наличия лимфатического капилляра в каждой ворсинке, а также отдельных многочисленных лимфатических узлов на слизистой поверхности) и секреции гормонов.

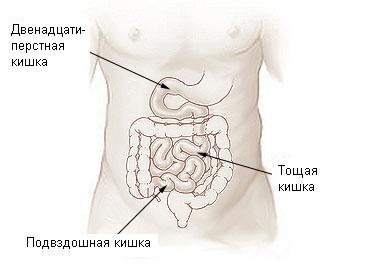
Тонкая кишка человека состоит из трёх отделов: двенадцатиперстной, тощей и подвздошной кишок

## Отделы тонкой кишки
В тонкой кишке выделяют следующие отделы:
1. двенадцатиперстная кишка (лат. duodenum);
2. тощая кишка (лат. jejunum);
3. подвздошная кишка (лат. ileum)[1].

### Двенадцатиперстная кишка
Двенадцатиперстная кишка (лат. duodenum) начинается под печенью на уровне XII грудного или I поясничного позвонка, справа от позвоночного столба. Начавшись от привратника желудка, кишка идет вправо, кзади кверху, затем поворачивает вниз и спускается впереди правой почки до уровня II или верхнего отдела III поясничного позвонка; здесь она поворачивает влево, располагается почти горизонтально, пересекая впереди нижнюю полую вену, а затем идет косо вверх впереди брюшной аорты, и, наконец, на уровне тела I или II поясничного позвонка, слева от него, переходит в тощую кишку. Таким образом, двенадцатиперстная кишка имеет подковообразную форму (в 60% случаев), или кольцевидную (25%), также иногда форму буквы U (15%).
Начальный отдел кишки называется верхней частью (лат. pars superior), второй отдел — нисходящей частью, (лат. pars descendens), после — горизонтальной частью (лат. pars horisontalis), который непосредственно переходит в восходящую часть (лат. pars ascendens). При переходе верхней части в нисходящую образуется верхний изгиб двенадцатиперстной кишки (лат. flexura duodeni superior), при переходе нисходящей части в горизонтальную образуется нижний изгиб двенадцатиперстной кишки (лат. flexura duodeni inferior), и, наконец, при переходе двенадцатиперстной кишки в тощую образуется наиболее крутой двенадцатиперстно-тощий изгиб (лат. flexura duodenojejunalis).

#### Большой и малый сосочки двенадцатиперстной кишки
На конце продольной складки слизистой оболочки на медиальной стороне нисходящей части двенадцатиперстной кишки, примерно на 12—14 см ниже привратника желудка имеется большой сосочек двенадцатиперстной кишки (эпоним Фатеров сосок), в котором располагается сфинктер Одди, регулирующий, в общем случае, поступление желчи и панкреатического сока в двенадцатиперстную кишку и не допускающий попадание содержимого кишки в жёлчный и панкреатический протоки.
Выше большого сосочка, на расстоянии от 8 до 40 мм, может располагаться малый сосочек двенадцатиперстной кишки (он имеется не у всех), через который открывается дополнительный (санториниев) проток поджелудочной железы.

### Тощая кишка
Тощая кишка (лат. jejunum) — проксимальный отдел брыжеечной части тонкого кишечника. Она образует 7—8 горизонтально расположенных петель, которые занимают левую верхнюю часть брюшной полости и пупочную область.

### Подвздошная кишка
Подвздошная кишка (лат. ileum) диаметром 2,5—3 см является продолжением тощей кишки (анатомических образований, отграничивающих эти две кишки, нет), занимает правую нижнюю часть брюшной полости и заканчивается в области правой подвздошной ямки илеоцекальным отверстием в слепой кишке.Заканчивающаяся бобовой струной

## Строение
Эпителиальная пластинка тонкой кишки
| Виды энтероцитов                            | Локализация клеток                                                                          | Особенности строения | Функция |
| ------------------------------------------- | ------------------------------------------------------------------------------------------- | --- | --- |
| Столбчатые (каёмчатые)                      | В кишечных ворсинках и криптах                                                              | 1. Много микроворсинок, секреторных гранул, лизосом, пиноцитозных пузырьков; 2. Развиты секреторный, транспортный и энергетический аппараты; 3. Сложные межклеточные контакты и базальная складчатость с митохондриями | 1. Секреторная (ферменты мембранного и внутриклеточного пищеварения); 2. Пищеварительная (всасывание продуктов ферментативной диссоциации и внутриклеточного пищеварения); 3.Транцеллюлярная (перенос диссоциированных мономеров в кровь или лимфу); 4. Участие в обмене желчных кислот; 5. Транспорт иммуноглобулинов |
| Бокаловидные                                | В кишечных ворсинках и криптах. Количество увеличивается от тонкой кишки к толстой          | 1. Форма бокала; 2. Ядро и цитоплазма с органеллами оттеснены к базальному полюсу; 3. Основная часть цитоплазмы заполнена гранулами со слизью                                                                          | 1. Секреция компонентов пристеночной слизи; 2. Бактерицидная |
| Клетки Панета                               | В донышках крипт                                                                            | 1. Развит секреторный аппарат белкового синтеза; 2 . Много гранул с пищеварительными ферментами | 1. Секреция ферментов и лизоцима (бактерецидный фактор); 2. Накопление цинка |
| Недифференцированные, в том числе стволовые | В нижней половине кишечных крипт. Способны к перемещению в пределах эпителиальной пластинки | 1. Слабо развиты органеллы; 2. Высокая митотическая активность | 1. Камбиальная |
| М-клетки                                    | В нижней половине крипт в контакте с лимфоидными фолликулами собственной пластинки          | 1. Мембранные ниши с лимфоцитами; 2. Эндоцитозные и транспортные везикулы | 1. Захват антигенов из содержимого кишечника, предоставление их лимфоцитам, активация лимфоцитов; 2. Транспортировка иммуноглобулинов от плазмоцитов |

Внутренняя поверхность тонкой кишки покрыта мелкими выростами (ворсинками, лат. villi intestinales), что увеличивает площадь всасывания. Если тонкая кишка оказывается перегруженной токсинами, скорость и эффективность процесса пищеварения снижается. В этом случае кишка просто не в состоянии выполнять свои физиологические функции.

## Болезни
- Расстройство всасывания может привести к возникновению колита, вызываемого аллергией на глютен, белок, содержащийся в крупах, в частности, в пшенице. Поверхность кишки и ворсинки повреждаются, возникают серьёзные проблемы с всасыванием и усвоением пищи, организм недополучает витамины и минералы, возникает диарея, которая только усугубляет проблему. Основные симптомы подобного состояния — тошнота, стул с неприятным запахом, вздутие живота, боль, покраснение кожи, потеря веса;
- Качество крови, определяемое получением адекватного питания, зависит от диеты и функционирования тонкой кишки. Так как тонкая кишка получает из пищи железо, которое помогает снабжать клетки тела кислородом, следовательно, низкий уровень железа в крови приводит к уменьшению насыщенности крови кислородом;
- Язва двенадцатиперстной кишки;
- Дуоденит;
- Энтерит;
- Кишечная непроходимость;
- Болезнь Крона;
- Целиакия;
- Меккелев дивертикул.